# Borges oral
Borges Oral es un libro del escritor argentino Jorge Luis Borges. Fue publicado en 1979 en una coedición de Emecé y Editorial de Begrano.
El libro contiene cinco conferencias dadas por Borges en la Universidad de Belgrano en 1978. El autor llamó “clases” a sus conferencias y los temas que trató fueron los más cercanos a su interés personal: "El libro" (primera), "La inmortalidad" (segunda), “Emanuel Swedenborg” (tercera), “El cuento policial”, "El tiempo" (quinta).